# Unigenitus
La bulle Unigenitus est la constitution apostolique sous forme de bulle que le pape Clément XI publie en septembre 1713 pour attaquer le jansénisme. Son titre est tiré des premiers mots latins qui la composent, « Unigenitus Dei filius », c'est-à-dire « Fils unique-engendré de Dieu », où « unigenitus » signifie « unique-engendré ».
Elle vise plus particulièrement l'oratorien Pasquier Quesnel et condamne comme fausses et hérétiques cent une propositions extraites des Réflexions morales, son ouvrage paru en 1692 et qui continue d'asseoir son succès. Loin de mettre fin aux divisions de l'Église, cette bulle provoque la coalition, voire la fusion de plusieurs oppositions : gallicane, richériste et janséniste. Face au refus du parlement de Paris de l'enregistrer et aux réticences de certains évêques, Louis XIV cherche à l'imposer par la force.
L'opposition à la bulle se réveille lors de la Régence et en appelle à un concile national. Fleury qui arrive au pouvoir la fait devenir loi du royaume par le lit de justice royal du 24 mars 1730 et continue une épuration du clergé, ce qui attise les oppositions (clergé, parlement). Dès lors, le jansénisme se construit en opposition aux proclamations de la bulle.

## Enjeux et protagonistes
Depuis la bulle Vineam Domini (1705), le pape Clément XI et le roi Louis XIV sont d'accord pour aboutir à l'anéantissement d'un jansénisme qu'ils croient également funeste pour l'Église et pour l'État. Cependant, leurs intentions sont radicalement différentes. Le pape souhaite détruire le gallicanisme, principalement épiscopal, et amener le clergé de France à reconnaître son autorité doctrinale suprême et son infaillibilité personnelle. Quant à Louis XIV, il a de tout autres visées : à aucun moment il n'envisage de renoncer aux maximes du Royaume définies dans les concordats, ni à la Déclaration des Quatre articles adoptée par une assemblée extraordinaire du clergé en 1682, mais il veut en même temps briser toute dissidence et affirmer son autorité sur une Église gallicane divisée. Grâce à la publication d'une décision dogmatique canoniquement approuvée, Louis XIV, poussé par son confesseur jésuite Michel Le Tellier, fonde l'espoir de restaurer l'unité et la paix en proclamant l'unanimité des membres de l'épiscopat avec leur chef.

## Première condamnation papale de Pasquier Quesnel et du jansénisme
En 1671, Pasquier Quesnel avait publié son livre Abrégé de la morale de l'Évangile, qui contenait les quatre Évangiles en français, accompagnés de courtes notes explicatives, afin d'aider à la méditation. L'ouvrage fut approuvé par l'évêque de Châlons. Des éditions augmentées suivirent, comprenant un texte français annoté du Nouveau Testament tout entier, Nouveau Testament en français avec des Réflexions Morales sur chaque verset en 1687 et 1692 :. Cette dernière édition fut chaleureusement recommandée et offerte par les évêques successifs de Châlons-sur-Marne, Félix Vialart et Louis Antoine de Noailles, à leurs curés. Alors que la première édition du travail ne contenait que quelques traces de jansénisme, la tendance janséniste se manifesta davantage dans la deuxième édition et, sous sa forme complète de 1692, il était « envahi de pratiquement toutes les erreurs du jansénisme » selon la Catholic Encyclopedia. Selon Bernard Hours, plus que les thèses janséniennes sur la grâce et la prédestination, s'y trouve développée une ecclésiologie très gallicane et surtout fortement inspirée par les thèses d'un syndic de Sorbonne du début du siècle, Edmond Richer. Selon Quesnel, le dépôt de la Révélation n'est pas confié aux seuls clercs, mais à l'Église en tant que corps de fidèles : en conséquence, un dogme ne peut être adopté que par une instance représentative du peuple de Dieu.
Le pape Clement XI condamna les Réflexions morales de Quesnel dans son décret Universi Dominici Gregis du 13 juillet 1708. En l'état, le décret ne fut pas accepté en France, parce que ses termes et la façon dont il avait été publié ne s'accordaient pas avec les « libertés gallicanes ». Il ne fallait pas s'attendre à ce que Noailles, devenu entre-temps archevêque de Paris et cardinal, qui, en 1702, avait fait disparaître le cordon ombilical de Jésus, une relique longtemps vénérée à Châlons, retirât au livre l'approbation qu'il lui avait donnée et le jansénisme releva encore une fois la tête.
Plusieurs évêques interdirent la lecture des Réflexions morales de Quesnel. En 1710, les évêques de Luçon et de la Rochelle, manœuvrés par Fénelon, publient un mandement commun condamnant l'ouvrage comme entaché des erreurs de Jansen. Noailles réagit en attaquant vigoureusement les deux évêques par une ordonnance d'avril 1711.

## Division de l'épiscopat français, publication de la bulle Unigenitus de Clément XI
Une crise profonde s'ouvre, avec un épiscopat français divisé : alors que le confesseur de Louis XIV, le père jésuite Michel Le Tellier (jésuite), tente de réunir des lettres d'évêques demandant au roi la condamnation des Réflexions morales, plusieurs prélats ne cachent pas leur soutien à Louis Antoine de Noailles devenu entre-temps archevêque de Paris. Pour éviter l'éclatement de son épiscopat, Louis XIV se tourne vers Rome en novembre 1711. Craignant qu'une condamnation ne provoque justement le schisme et l'insubordination redoutés par le monarque, Clément XI accueille avec réserve la sollicitation royale.
Plusieurs évêques, sous l'inspiration de Louis XIV lui-même, demandèrent ainsi au pape de publier une bulle pour remplacer celle qu'ils ne pouvaient admettre. Cette bulle devait éviter dans son expression tout ce qui pouvait contrarier les « libertés gallicanes » et être soumise au gouvernement français avant publication. Pour éviter un nouveau scandale, Clément se soumit à ces conditions humiliantes et, en février 1712, nomma une congrégation spéciale de cardinaux et de théologiens pour extraire du travail de Quesnel les propositions qui méritaient d'être censurées par l'Église. Le membre le plus influent de cette congrégation était le cardinal Fabroni. Il fallut à la congrégation dix-huit mois pour exécuter sa tâche, et le résultat fut la publication à Rome de la fameuse bulle Unigenitus, le 8 septembre 1713. Cette Bulle commence par l'avertissement du Christ contre les faux prophètes, surtout ceux qui « propagent secrètement les doctrines du mal sous couvert de la piété et qui présentent sous un jour de sainteté des sectes qui apportent la ruine » ; elle procède ensuite à la  condamnation de 101 propositions qui sont tirées textuellement de la dernière édition de l'ouvrage de Quesnel. Les propositions sont condamnées respectivement comme « fausses, captieuses, mal sonnantes, injurieuses aux oreilles pieuses, scandaleuses, pernicieuses, téméraires, préjudiciables à l'Église et à ses pratiques, insolentes envers l'Église et l'État, séditieuses, impies, blasphématoires, suspectes d'hérésie et sentant l'hérésie, favorisant les hérétiques, l'hérésie et le schisme, fausses, proche de l'hérésie, souvent condamnée, hérétiques et faisant revivre différentes hérésies, surtout celles que contenaient les fameuses propositions de Jansénius ». Le pape constituait avec ces 101 propositions une somme organique des thèses jansénistes sur la grâce et la prédestination, la charité et la foi, l'Église, la connaissance de l'Écriture, la morale et la pénitence.
Les premières 43 propositions reprennent les erreurs de Baius and Jansenius sur la grâce et la prédestination, telles que : quand la grâce travaille, elle est toute-puissante et irrésistible ; sans grâce l'homme ne peut commettre que le péché ; le Christ n'est mort que pour les prédestinés. Les 28 propositions suivantes (44-71) concernent la foi, l'espérance et la charité : tout amour qui n'est pas surnaturel est mauvais ; sans amour surnaturel il ne peut y avoir aucun espoir en Dieu, aucune obéissance à Sa loi, aucune bonne œuvre, aucune prière, aucun mérite, aucune religion ; la prière du pécheur et ses autres bonnes actions exécutées par peur de la punition constituent seulement de nouveaux péchés. Les dernières 30 propositions (72-101) traitent de l'Église, sa discipline, et les sacrements : l'Église ne comprend que les justes et les élus ; la lecture de la Bible est obligatoire pour tous ; l'absolution sacramentelle devrait être remise jusqu'à la fin de la pénitence ; les pasteurs suprêmes ne peuvent exercer le pouvoir d'excommunication de l'Église qu'avec le consentement, au moins tacite, du corps entier de l'Église ; l'excommunication injuste n'exclut pas l'excommunié de son union avec l'Église. La Bulle dénonce des erreurs dans beaucoup d'autres affirmations du livre de Quesnel, sans toutefois les spécifier, et, en particulier, dans la traduction du Nouveau Testament, qui, la Bulle l'affirme, a été altérée de façon condamnable (damnabiliter vitiatum) et ressemble beaucoup à une traduction française auparavant condamnée.

## Réception de la bulle, nouvelles divisions du clergé français
Louis XIV reçut la Bulle à Fontainebleau le 24 septembre 1713 et en envoya une copie au cardinal de Noailles, qui retira son approbation aux Réflexions Morales donnée en 1695. Le roi convoqua également le clergé français qui se réunit à Paris 16 octobre 1713 pour accepter la bulle. À la première séance, Noailles nomma un comité présidé par le cardinal de Rohan, de Strasbourg, pour voir quelle manière serait la plus convenable pour accepter la Bulle. Les tentatives de Noailles pour empêcher une acceptation sans condition furent vaines, et la Bulle fut acceptée et enregistrée le 23 janvier 1714 par 40 évêques tandis que seulement 9 prélats la refusaient. Une instruction pastorale de Noailles interdit à ses prêtres, sous la peine de suspension, d'accepter la Bulle sans son autorisation, mais elle fut condamnée par Rome. Les évêques de France se divisèrent. Le pape, estimant que son autorité était discutée, avait l'intention de convoquer Noailles devant la Curie et, si besoin était, de le déchoir du cardinalat. Mais le roi et ses conseillers, voyant dans cette procédure une intrusion dans les « libertés gallicanes », proposèrent de convoquer un « concile » national au lieu de celui qui devrait juger Noailles et sa fraction minoritaire, et prononcer une sentence contre eux.
Le pape n'appréciait pas cette idée de « concile » national, qui pourrait prolonger la dispute sans profit et mettre en cause l'autorité du Saint-Siège. Il signa pourtant deux brefs, le premier demandant à Noailles l'acceptation sans condition de la Bulle dans les quinze jours, sous peine de perdre son chapeau cardinalice et d'encourir les censures canoniques ; l'autre, plus amène, se contentait de montrer la gravité de l'insubordination faite par un cardinal. Les deux brefs furent mis en possession du roi, en lui demandant de donner le moins sévère au cas où il y aurait quelque espoir fondé que le cardinal se soumît rapidement. Mais, tandis que Noailles ne laissait voir aucun espoir de soumission, le plus sévère des deux brefs était rejeté par le roi comme contraire aux « libertés gallicanes ». Louis XIV revint alors à l'idée de convoquer un « concile » national, acte que le Code de droit canonique interdit, mais il mourut le 1er septembre 1715, avant de pouvoir prendre une quelconque initiative dans ce sens.
Louis XIV meurt avant le lit de justice où il devait faire enregistrer par le parlement de Paris une déclaration ordonnant à tous les évêques de publier et recevoir la Constitution dans les termes mêmes de l'acceptation de l'assemblée du clergé, prélude au concile national qui aurait été chargé de déposer le cardinal de Noailles, opposant notoire.

## Démocratisation de la querelle religieuse
La Constitution apostolique Unigenitus (nommée ainsi par ses premiers mots en latin Unigenitus Dei filius, c'est-à-dire « le Fils unique engendré par Dieu), promulguée par Clément XI est restée célèbre car elle ouvrit en France la phase finale de la controverse janséniste, dans laquelle la publicité du débat a connu un développement spectaculaire du fait de la diffusion par les colporteurs, les libraires et les agents dévoués de la cause de chacun des deux partis, de libelles, de brochures de vulgarisation, mandements et lettres pastorales, consultations d'avocats, avis de théologiens, gravures : pour la seule année 1714, on ne compte pas moins de 180 ouvrages consacrés à la constitution Unigenitus, et de 1713 à 1760, plus de 70 % des personnes arrêtées pour jansénisme ont été surprises en flagrant délit de librairie.
La controverse sur l'acceptation de la bulle Unigenitus en France nous éclaire plus sur la conduite de la diplomatie à la cour de Louis XIV dans sa vieillesse qu'elle ne le fait sur ce qu'est en fait le jansénisme.

## La Régence, opposition à l'application de la bulle
Philippe II d'Orléans, maintenant Régent, penchait du côté des adversaires de la Bulle. La Sorbonne se hâta de passer une résolution le 4 janvier 1716 qui annulait l'enregistrement de la Bulle qu'elle avait fait précédemment et vingt-deux sorbonistes qui protestaient furent exclus de la faculté le 5 février. Les universités de Nantes et de Reims rejetèrent elles aussi la Bulle. En conséquence, Clément XI retira à la Sorbonne tous les privilèges papaux qu'elle possédait et tenta de la priver du droit de conférer des grades. Le 1er mai, il avait envoyé deux brefs en France. Le premier, adressé au régent, lui reprochait sévèrement de favoriser les adversaires de la Bulle ; l'autre, adressé à l'opposition, menaçait de priver Noailles de la pourpre et de procéder canoniquement contre tous ceux qui n'accepteraient pas la Bulle dans les deux mois. Ces brefs ne furent pas acceptés par le régent parce que leur texte n'avait pas été soumis auparavant à ses ministres. Mais il envoya à Rome Chevalier, janséniste et vicaire général de Meaux, que le pape refusa cependant d'accueillir, quand il devint clair que son seul but était d'arracher à Clément XI l'aveu que la Bulle était obscure et réclamait une explication. Au cours d'un consistoire tenu le 27 juin 1716, le pape prononça pendant trois heures une allocution passionnée au cours de laquelle il mit au courant les cardinaux de la façon dont la Bulle avait été reçue en France et il fit savoir son intention de dépouiller Noailles du cardinalat. En novembre suivant il envoya en France deux nouveaux brefs, l'un au régent pour lui demander sa coopération pour faire disparaître l'opposition à la Bulle, l'autre aux acceptants, pour les mettre en garde contre les intrigues des récalcitrants et leur demander d'exhorter leurs frères dans l'erreur pour qu'ils renonçassent à leur résistance.

## L'appel au concile national
Le 1er mars 1717, quatre évêques (Jean Soanen, évêque de Senez, Charles-Joachim Colbert de Croissy, évêque de Montpellier, Pierre de Langle, évêque de Boulogne, et Pierre de La Broue, évêque de Mirepoix) publièrent un appel contre la Bulle à un concile général, fondant ainsi le parti connu par la suite sous le nom d'« appelants ». Ils furent rejoints le 5 mars par la Sorbonne, la faculté de théologie de Reims le 8 mars et celle de Nantes le 10 mars ; et aussi par l'évêque de Verdun le 22 mars, celui de Pamiers le 12 avril, ceux de Chalons, de Condom, d'Agen et de Saint-Malo le 21 avril, celui d'Auxerre le 14 mai et plus d'une année plus tard par l'évêque de Laon, et ceux de Bayonne et d'Angoulême. Bien qu'une lettre personnelle du pape, datée du 25 mars, et une lettre collective des cardinaux à Rome eussent pressé Noailles de se soumettre, il n'en rédigea pas moins le 3 avril un appel « du pape manifestement mal informé, et de la Constitution Unigenitus, en vertu des décrets des conciles de Constance et de Bâle, au pape mieux informé et à un concile général qui devrait se tenir à l'abri de toute contrainte et dans un endroit sûr ». Il s'abstint cependant de publier immédiatement cet appel, mais le déposa aux archives de l'officialité de Paris. Le 6 mai, il écrivit une longue lettre au pape, dans laquelle il s'efforçait de justifier sa position et celle de ses partisans. Quelques mois plus tard, son appel contre la Bulle fut publié. Les appelants furent bientôt rejoints par un grand nombre de prêtres et de religieux, appartenant surtout aux diocèses de Paris et de Reims. Pour gonfler la liste des appelants, les noms de laïcs et même de femmes y avaient été acceptés. Le nombre des appelants aurait atteint entre 1 800 et 2 000, ce qui est vraiment peu, si nous considérons qu'on avait dépensé environ 1 500 000 livres pour les récompenser.

## La bullePastoralis officii: l'excommunication des insoumis
Le 8 mars 1718, parut un décret de l'Inquisition, approuvé par Clément XI, qui condamnait l'appel des quatre évêques comme schismatique et hérétique et celui de Noailles comme schismatique et proche de l'hérésie. Comme ils n'avaient pas retiré leur appel dans un délai raisonnable, le pape publia le 28 août 1718 la Bulle « Pastoralis officii », où il excommuniait tous ceux qui refusaient d'accepter la bulle Unigenitus. Mais, là encore, ils firent appel de cette deuxième bulle. Noailles, finalement, fit une soumission équivoque le 13 mars 1720, en signant une explication de la bulle Unigenitus, établie sur l'ordre du secrétaire d'État, l’abbé Dubois, et par la suite approuvée par quatre-vingt-quinze évêques. Après toutes sortes de pressions du roi et des évêques, il publia cette acceptation équivoque de la Bulle dans son instruction pastorale du 18 novembre 1720. Mais cela ne satisfaisait pas Clément XI, qui exigea une acceptation sans condition. Après la mort de Clément XI, le 19 mars 1721, les appelants persistèrent dans leur obstination sous les pontificats d'Innocent XIII (1721-24) et de Benoît XIII (1724-30).

## Signature finale de la bulle (1730)
L'échec de la tentative d'accommodement de Noailles portant sur un texte explicatif de la bulle a ouvert la voie à une répression nouvelle : à partir de 1722, des lettres de cachet portant peines de prison ou d'exil se sont abattues sur nombre d'appelants. La mort du régent en 1723, puis l'arrivée du cardinal de Fleury aux commandes à partir de 1726 vont accélérer les choses. L'instruction pastorale publiée par Soanen en janvier 1727, dans laquelle il s'en prend vigoureusement aux évêques acceptant la bulle, fournit l'occasion d'un coup d'éclat. Mandé par le gouvernement l'ambitieux cardinal de Tencin, archevêque d'Embrun, réunit en 1727 un concile provincial qui prive Soanen de sa juridiction épiscopale et le condamne à la relégation en Auvergne à la Chaise-Dieu.
Ébranlé par cet épisode, Noailles, l'âme de l'opposition, en vint finalement à une soumission sincère et sans condition le 11 octobre 1728 et il mourut peu après (le 4 mai 1729). Le siège apostolique, dans une action concertée avec Vintimille, le nouvel archevêque de Paris, et le gouvernement français, amena les uns après les autres la plupart des appelants à se soumettre.
Libéré par la disparition de Noailles, Fleury fait signer au jeune Louis XV la déclaration du 24 mars 1730 : la bulle est désormais loi du royaume, son application est confiée aux évêques et les parlements ne peuvent recevoir d'appel comme d'abus à son sujet. Il faut encore un lit de justice pour la faire enregistrer et les magistrats mécontents cessent leurs séances plusieurs mois durant, malgré les lettres de cachet qui exilent les plus déterminés. Le cardinal de Fleury reprend en main le clergé, et le jansénisme entre dans la clandestinité.

## Affaire des billets de confession
En 1746, l’évêque d’Amiens décide que les fidèles doivent pouvoir justifier d'un billet de confession signé d'un prêtre favorable à la bulle Unigenitus pour recevoir la communion ou les derniers sacrements. Cette exigence provoque des désordres. En 1749, une importante manifestation a lieu à l'occasion de l'enterrement d'un principal de collège janséniste qui est mort sans confession. Parmi les quatre mille personnes qui composent le cortège, on trouve de nombreux parlementaires imprégnés des idées du gallicanisme. En 1752, Christophe de Beaumont, archevêque de Paris, décide d’appliquer la décision de l’évêque d’Amiens dans la capitale. Le Parlement décide d'interdire aux partisans de la bulle de refuser les sacrements. Le roi Louis XV casse l'arrêt et exile les meneurs. Mais le Parlement refuse d'exercer la justice et les meneurs sont rappelés en septembre 1754.
L'affaire devient politique. Louis XV exile Christophe de Beaumont pour lui éviter d'être poursuivi par le Parlement et impose silence sur la question des billets de confession. L'Assemblée générale du clergé réunie par le roi accède aux désirs de ce dernier en concluant que l'usage de ces billets ne relève pas d'un dogme certain. Mais le Parlement souhaite aller plus loin en décrétant que la bulle elle-même ne peut avoir les effets d'une règle de foi et que les ecclésiastiques qui refusent la communion sont coupables d'abus.
L'Assemblée du clergé est dès lors divisée et en appelle au pape Benoît XIV. Les discussions entre le Saint-Père et la Cour de France durèrent toute l'année 1757 pour trouver une solution pouvant satisfaire les deux partis et calmer les troubles en France. La lettre encyclique du Pape confirme le caractère dogmatique de la bulle, tout en adoucissant les effets. Le Parlement refuse d'enregistrer l'encyclique et il fallut un lit de justice de Louis XV pour le contraindre le 13 novembre 1757. Le roi avait habilement fait précéder l'enregistrement par une déclaration affirmant que la bulle n'avait pas valeur de règle de foi.

### Note
1. ↑  Cette bulle ne doit pas être confondue avec une bulle homonyme Unigenitus Dei Filius du 27 janvier 1343 émise par le pape Clément VI.

### Référence
1. 1 2  Jacques Le Goff, René Rémond (dir.), Dominique Julia, Histoire de la France religieuse, XVIIe – XVIIIe sièclee, Seuil, 1991, p. 11
2. 1 2  Jacques Le Goff et René Rémond (dir.), Histoire de la France religieuse, XVIIe – XVIIIe sièclee, Seuil, 1991, p. 12
3. ↑  Bernard Hours, L'Église et la vie religieuse dans la France moderne, XVIe – XVIIIe sièclee, PUF, 2000, p. 280-281
4. ↑  Michael Ott, Unigenitus A celebrated Apostolic Constitution of Clement XI, condemning 101 propositions of Pasquier Quesnel, lire en ligne
5. 1 2  Bernard Hours, L'Église et la vie religieuse dans la France moderne, XVIe – XVIIIe sièclee, PUF, 2000, p. 282
6. 1 2 3 4 5 6 7 8  Michael Ott, Unigenitus A celebrated Apostolic Constitution of Clement XI, condemning 101 propositions of Pasquier Quesnel, lire en ligne
7. ↑  Jacques Le Goff, René Rémond (dir.), Dominique Julia, Histoire de la France religieuse, XVIIIe – XIXe sièclee, Seuil, 1991, p.12-13
8. ↑  Bernard Hours, L'Église et la vie religieuse dans la France dans la France moderne, XVIe – XVIIIe sièclee, PUF, 2000, p. 285
9. ↑  Bernard Hours, L'Église et la vie religieuse dans la France dans la France moderne, XVIe – XVIIIe sièclee, PUF, 2000, p. 285-286
10. ↑  Guy Chaussinand-Nogaret, Choiseul, Perrin 1998, p. 36-48.

## Banques de données
- Notices dans des dictionnaires ou encyclopédies généralistes :   - Britannica
  - Universalis
Notices d'autorité :   - VIAF
  - BnF (données)
  - IdRef
  - Israël
  - Australie